# Liste der Baudenkmäler in Freudenberg (Oberpfalz)
Auf dieser Seite sind die Baudenkmäler in der Oberpfälzer Gemeinde Freudenberg zusammengestellt. Diese Tabelle ist eine Teilliste der Liste der Baudenkmäler in Bayern. Grundlage ist die Bayerische Denkmalliste, die auf Basis des Bayerischen Denkmalschutzgesetzes vom 1. Oktober 1973 erstmals erstellt wurde und seither durch das Bayerische Landesamt für Denkmalpflege geführt wird. Die folgenden Angaben ersetzen nicht die rechtsverbindliche Auskunft der Denkmalschutzbehörde.
 Die Liste gibt den Fortschreibungsstand vom 24. November 2018 wieder und umfasst 42 Baudenkmäler.

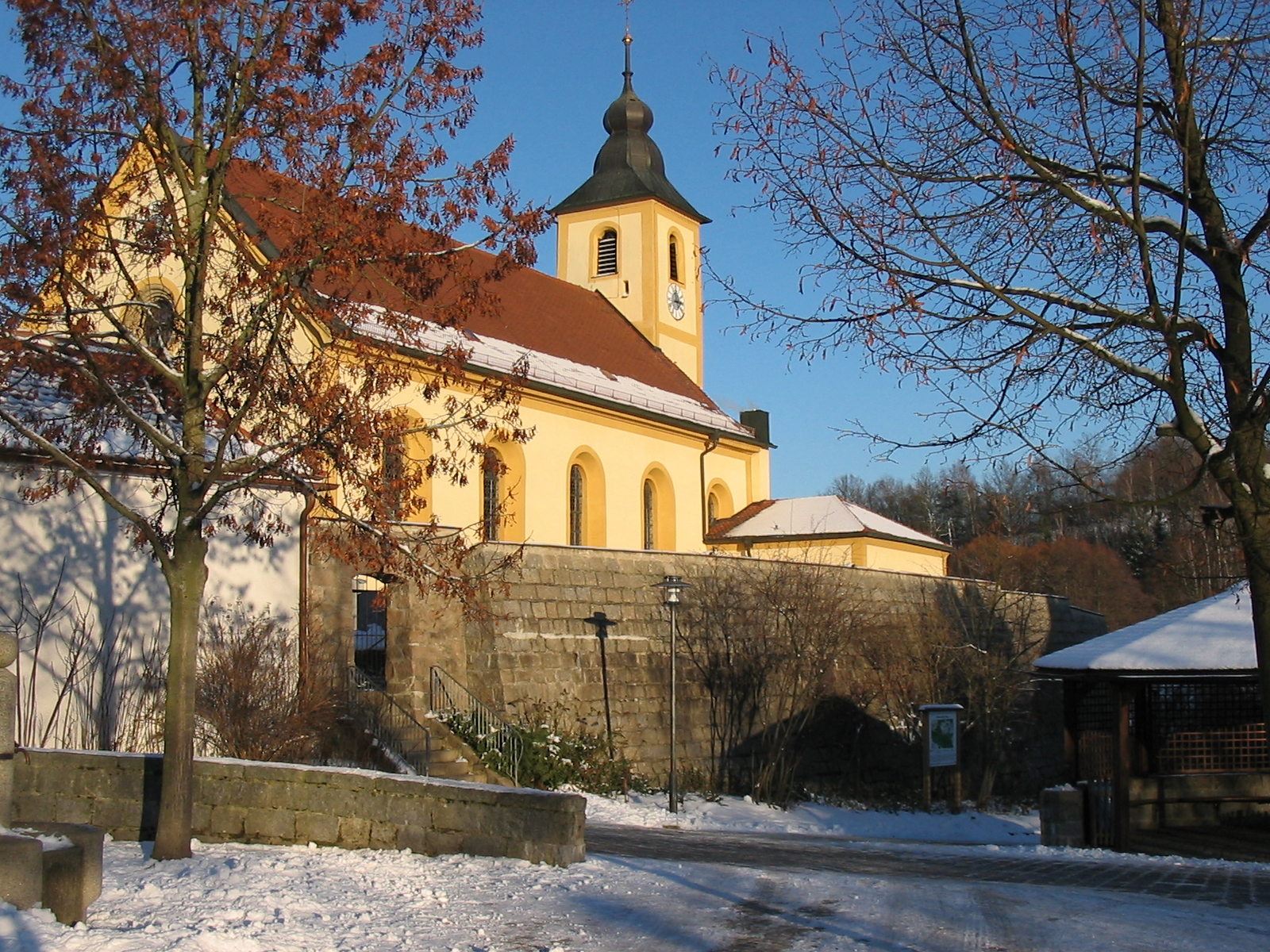
Pfarrkirche St. Martin in Wutschdorf

## Baudenkmäler nach Ortsteilen

### Freudenberg
| Lage                                                          | Objekt                               | Beschreibung | Akten-Nr.             | Bild                  |
| ------------------------------------------------------------- | ------------------------------------ | --- | --------------------- | --------------------- |
| Hauptstraße 11 (Standort)                                     | Brauerei mit Gasthaus                | Zweigeschossiger, verputzter Massivbau mit Walmdach und geohrten Faschen, im Kern 1624, Umbau bezeichnet mit „1795“, östlich angeschlossener Erweiterungsbau mit Halbwalmdach, wohl zweite Hälfte 19. Jahrhundert; Wirtschaftsgebäude, langgestreckter Satteldachbau, wohl zweite Hälfte 19. Jahrhundert. | D-3-71-122-1 Wikidata | weitere Bilder        |
| Jakobiplatz 8 (Standort)                                      | Vier Wappentafeln                    | Bezeichnet mit „1570“, „1588“; vom früheren Schloss Freudenberg hierher versetzt. | D-3-71-122-2 Wikidata | BW                    |
| Jakobiplatz 10; Jakobiplatz; Kleegasse; Schloßberg (Standort) | Kapelle St. Jakob                    | Saalbau, verputzter, gerade geschlossener Massivbau mit Satteldach und Dachreiter mit Spitzhelm, 17. Jahrhundert, Erweiterung und Umgestaltung 1828; mit Ausstattung; Kruzifix, Holz, erste Hälfte 20. Jahrhundert.                                                                                       | D-3-71-122-3 Wikidata | weitere Bilder        |
| Kleegasse 1 (Standort)                                        | Ehemaliges Gasthaus zum roten Ochsen | Zweigeschossiger, verputzter Massivbau mit Satteldach und Putzbänderung, innen bezeichnet mit „1752“, Bau im Kern älter; mit Hausfigur des heiligen Isidor. | D-3-71-122-5 Wikidata | weitere Bilder        |
| Schloßberg 15 (Standort)                                      | Burgruine Freudenberg                | Mittelalterlich. Nicht nachqualifiziert, im Bayerischen Denkmal-Atlas nicht kartiert. | D-3-71-122-6 Wikidata | Burgruine Freudenberg |

### Aschach
| Lage                                   | Objekt                              | Beschreibung | Akten-Nr.              | Bild           |
| -------------------------------------- | ----------------------------------- | --- | ---------------------- | -------------- |
| Nähe Donatusweg (Standort)             | Donatuskapelle                      | Dreiseitig geschlossener Sandsteinquaderbau mit Satteldach und profilierten Gewänden, neugotisch, 1848. | D-3-71-122-10 Wikidata | Donatuskapelle |
| Hainlranger 5 (Standort)               | Burgruine Aschach                   | Erhaltene Bestandteile der Befestigung, mittelalterlich; in Wohnhaus integriert. | D-3-71-122-11 Wikidata | BW             |
| Schmiedberg 9; 7; 11 (Standort)        | Katholische Pfarrkirche St. Ägidius | Im Kern romanische Chorturmkirche, verputzter Massivbau mit Satteldach und einfacher Putzgliederung, Langhaus, von Josef Wolf, 1749–55, Sakristei und eingezogener, quadratischer Chorturm aus Sandsteinquadern mit Spitzhelm, durch Wolfgang Diller erneuert, bezeichnet mit „1766“; mit Ausstattung; Friedhofsmauer; am Friedhofszugang Kriegerdenkmal, 1925. | D-3-71-122-8 Wikidata  | weitere Bilder |
| Schmiedberg 13; Schmidäcker (Standort) | Pfarrhof                            | Pfarrhaus, zweigeschossiger, verputzter Massivbau mit Satteldach, 17. Jahrhundert; Stadel, zweigeschossiger Frackdachbau mit Fachwerk-Obergeschoss und hofseitiger Altane, bezeichnet mit „1758“; Backofen, eingeschossiger, verputzter Massivbau mit Satteldach, wohl 19. Jahrhundert.                                                                         | D-3-71-122-9 Wikidata  | weitere Bilder |

### Baumgarten
| Lage                     | Objekt  | Beschreibung | Akten-Nr.              | Bild    |
| ------------------------ | ------- | --- | ---------------------- | ------- |
| In Baumgarten (Standort) | Kapelle | Verputzter Massivbau mit Satteldach und Dreiseitschluss, Ende 18. Jahrhundert, Dachreiter jünger; mit Ausstattung. | D-3-71-122-12 Wikidata | Kapelle |

### Bühl
| Lage              | Objekt         | Beschreibung                                                                                       | Akten-Nr.              | Bild |
| ----------------- | -------------- | -------------------------------------------------------------------------------------------------- | ---------------------- | ---- |
| Bühl 5 (Standort) | Lorettokapelle | Verputzter Massivbau mit Satteldach und stattlichem Turm mit Pyramidendach, 1739; mit Ausstattung. | D-3-71-122-13 Wikidata | BW   |

### Ellersdorf
| Lage                                 | Objekt        | Beschreibung | Akten-Nr.              | Bild          |
| ------------------------------------ | ------------- | --- | ---------------------- | ------------- |
| GV Schleißdorf–Ellersdorf (Standort) | Marienkapelle | Verputzter, dreiseitig geschlossener Massivbau mit Satteldach und Dachreiter, 1958; Armeseelen-Marterl, Steinpfeiler mit bekrönendem Gusseisenkreuz, 19. Jahrhundert. | D-3-71-122-15 Wikidata | Marienkapelle |

### Etsdorf
| Lage                            | Objekt                                  | Beschreibung | Akten-Nr.              | Bild |
| ------------------------------- | --------------------------------------- | --- | ---------------------- | ---- |
| St.-Barbara-Straße 1 (Standort) | Katholische Expositurkirche St. Barbara | Saalkirche, verputzter Massivbau mit Satteldach und eingezogenem, dreiseitig geschlossenem Chor, nördlich des Chores Turm mit Spitzhelm, gotisch, Barockisierung im 18. Jahrhundert; mit Ausstattung. | D-3-71-122-16 Wikidata | BW   |

### Geiselhof
| Lage                    | Objekt     | Beschreibung                                                                | Akten-Nr.              | Bild           |
| ----------------------- | ---------- | --------------------------------------------------------------------------- | ---------------------- | -------------- |
| In Geiselhof (Standort) | Wegkapelle | Verputzter, gerade geschlossener Massivbau mit Satteldach, 19. Jahrhundert. | D-3-71-122-17 Wikidata | weitere Bilder |

### Hainstetten
| Lage                        | Objekt        | Beschreibung | Akten-Nr.              | Bild |
| --------------------------- | ------------- | --- | ---------------------- | ---- |
| Nähe Hainstetten (Standort) | Marienkapelle | Verputzter und gerade geschlossener Massivbau mit Satteldach und Stichbogenlaibungen, zweite Hälfte 19. Jahrhundert; mit Ausstattung. | D-3-71-122-19 Wikidata | BW   |

### Hiltersdorf
| Lage                      | Objekt                               | Beschreibung | Akten-Nr.              | Bild                                 |
| ------------------------- | ------------------------------------ | --- | ---------------------- | ------------------------------------ |
| Zum Bahnhof 11 (Standort) | Ehemaliges Bahnbediensteten-Wohnhaus | Zweigeschossiger Massivbau mit Halbwalmdach, Putzgliederung, Fensterläden, Giebelverbretterung und Fachwerkelementen, 1905; Nebengebäude, eingeschossig und mit vorstehendem Satteldach, wohl gleichzeitig. | D-3-71-122-43 Wikidata | Ehemaliges Bahnbediensteten-Wohnhaus |

### Hötzelsdorf
| Lage                     | Objekt        | Beschreibung | Akten-Nr.              | Bild          |
| ------------------------ | ------------- | --- | ---------------------- | ------------- |
| Hötzelsdorf 6 (Standort) | Marienkapelle | Verputzter, gerade geschlossener Massivbau mit Satteldach und geschweiftem Vorschussgiebel, barockisierend, um 1920. | D-3-71-122-20 Wikidata | Marienkapelle |
| Weiherwiesen (Standort)  | Bildstock     | Verputzt und mit Satteldach, 17./18. Jahrhundert, Bildtafeln erneuert.                                               | D-3-71-122-21          | Bildstock     |

### Immenstetten
| Lage                       | Objekt     | Beschreibung | Akten-Nr.              | Bild |
| -------------------------- | ---------- | --- | ---------------------- | ---- |
| Immenstetten 12 (Standort) | Wegkapelle | Verputzter Massivbau mit Satteldach und eingezogenem, dreiseitig geschlossenem Chor, neugotisch, Ende 19. Jahrhundert, Dachreiter jünger; mit Ausstattung. | D-3-71-122-23 Wikidata | BW   |

### Lintach
| Lage                            | Objekt                                                | Beschreibung | Akten-Nr.              | Bild           |
| ------------------------------- | ----------------------------------------------------- | --- | ---------------------- | -------------- |
| Amberger Straße 17 (Standort)   | Katholische Pfarrkirche St. Walburga                  | Saalkirche, verputzter Massivbau mit Walmdach und eingezogenem, dreiseitig geschlossenem Chor und Wappen, bezeichnet mit „1735“, Turm mit Satteldach, Wappen und gekuppelten Schallöffnungen, um 1500; mit Ausstattung; Kruzifix, Dreinageltypus, 19. Jahrhundert; schmiedeeisernes Tor. | D-3-71-122-24 Wikidata | weitere Bilder |
| Geiselhofer Straße 6 (Standort) | Walmdachhaus                                          | Zweigeschossiger, verputzter Massivbau mit Walmdach, am Türsturz bezeichnet mit „1793“. | D-3-71-122-25 Wikidata | BW             |
| Schloßhof 1 (Standort)          | Ehemaliger Edelsitz, sogenannte Neues Schloss         | Zweiflügelanlage, dreigeschossige Massivbauten mit Treppenturm mit Kegeldach sowie Eckturm mit Zeltdach, wohl im frühen 17. Jahrhundert über Fragmenten des mittelalterlichen Vorgängerbaus errichtet, Südostflügel und Dach erneuert; Mauer um Innenhof; Brücke über Graben; Tor mit kugelbekrönten Pfeilern.                                                                                     | D-3-71-122-26 Wikidata | weitere Bilder |
| Schloßhof 6 (Standort)          | Ehemaliger Edelsitz, sogenanntes Altes Schloss        | Palas, zweigeschossiger, verputzter Massivbau mit Satteldach und Rundbogenportal, 16. Jahrhundert, nördlich angeschlossener, viergeschossiger Wohnturm mit Satteldach, wohl 14. Jahrhundert, im 15. Jahrhundert erneuert, über gotischem Kern; Remise, eingeschossiger Satteldachbau; Scheune, eingeschossiger, verputzter Massivbau mit Satteldach; alte Einfriedung mit kugelbekrönten Pfeilern. | D-3-71-122-27 Wikidata | weitere Bilder |
| Nähe Schloßhof (Standort)       | Kriegerdenkmal in Form einer Kriegergedächtniskapelle | Kruzifix mit gefasstem Corpus, Holz, flankiert von zwei steinernen Inschriftentafeln für die in den beiden Weltkriegen Gefallenen von Lintach, 1934, nach 1945 ergänzt. | D-3-71-122-48 Wikidata | weitere Bilder |

### Oberpennading
| Lage                       | Objekt                                  | Beschreibung                                                                                           | Akten-Nr.              | Bild                                    |
| -------------------------- | --------------------------------------- | --- | ---------------------- | --------------------------------------- |
| Oberpennading 1 (Standort) | Wohnhaus eines ehemaligen Vierseithofes | Eingeschossiger Bruchsteinbau mit Satteldach und Figurennische, 1685/86 (dendrochronologisch datiert). | D-3-71-122-29 Wikidata | Wohnhaus eines ehemaligen Vierseithofes |

### Paulsdorf
| Lage                         | Objekt                                           | Beschreibung | Akten-Nr.              | Bild           |
| ---------------------------- | ------------------------------------------------ | --- | ---------------------- | -------------- |
| An den Weihern 10 (Standort) | Pfarrhaus                                        | Zweigeschossiger, verputzter Massivbau mit Walmdach, Putzgliederung, von Wappen bekröntem Steinportal und mit die Traufe durchbrechendem, mittigem Giebelfeld, neubarock, um 1910; mit Einfriedung, wohl gleichzeitig. | D-3-71-122-30 Wikidata | weitere Bilder |
| An den Weihern 11 (Standort) | Kapelle                                          | Verputzter, gerade geschlossener Massivbau mit Satteldach und einfacher Putzgliederung, neugotisch, bezeichnet mit „1846“.                                                                                             | D-3-71-122-32 Wikidata | BW             |
| Kirchberg (Standort)         | Marienkapelle                                    | Verputzter, halbrund geschlossener Massivbau mit Satteldach, Rundbogenlaibungen und Putzgliederung, wohl Ende 19. Jahrhundert.                                                                                         | D-3-71-122-33 Wikidata | Marienkapelle  |
| Schmiedgaß 10 (Standort)     | Katholische Benefiziumskirche St. Peter und Paul | Saalkirche, verputzter Massivbau mit Satteldach, eingezogener, halbrunder Apsis, und Dachreiter mit Spitzhelm, 1650, Erweiterung 1654/55; mit Ausstattung.                                                             | D-3-71-122-31 Wikidata | weitere Bilder |

### Pursruck
| Lage                                | Objekt                             | Beschreibung | Akten-Nr.              | Bild           |
| ----------------------------------- | ---------------------------------- | --- | ---------------------- | -------------- |
| Hirschauer Straße 20; 18 (Standort) | Katholische Pfarrkirche St. Ursula | Saalkirche, verputzter Massivbau mit Satteldach und eingezogenem Chor, erste Hälfte 18. Jahrhundert, Turm mit Zeltdach spätgotisch; mit Ausstattung; Friedhofsmauer mit Schrägstützen, wohl 17./18. Jahrhundert. | D-3-71-122-34 Wikidata | weitere Bilder |

### Rannahof
| Lage                    | Objekt    | Beschreibung                                   | Akten-Nr.              | Bild |
| ----------------------- | --------- | ---------------------------------------------- | ---------------------- | ---- |
| Rannahof 1 a (Standort) | Bildstock | Steinpfeiler mit Laterne, 18./19. Jahrhundert. | D-3-71-122-14 Wikidata | BW   |

### Schleißdorf
| Lage                      | Objekt        | Beschreibung                                                                               | Akten-Nr.              | Bild          |
| ------------------------- | ------------- | ------------------------------------------------------------------------------------------ | ---------------------- | ------------- |
| Natternbühl (Standort)    | Bildstock     | Steinpfeiler mit Laterne, bezeichnet mit „1894“.                                           | D-3-71-122-49          | BW            |
| Schleißdorf 1 (Standort)  | Bildstock     | Steinpfeiler mit Laterne, bezeichnet mit „1911“.                                           | D-3-71-122-36 Wikidata | BW            |
| In Schleißdorf (Standort) | Marienkapelle | Verputzter Massivbau mit Satteldach und Dreiseitschluss, neugotisch, Ende 19. Jahrhundert. | D-3-71-122-35 Wikidata | Marienkapelle |

### Wutschdorf
| Lage                                                                | Objekt                                                                           | Beschreibung | Akten-Nr.              | Bild            |
| ------------------------------------------------------------------- | -------------------------------------------------------------------------------- | --- | ---------------------- | --------------- |
| Eckenberg (Standort)                                                | Felsenkeller                                                                     | Ehemaliger großer Lagerkeller der Bierbrauerei Märkl in Freudenberg, tief in Gneissteinfelsen gehauen, gewölbter Vorraum aus Bruchsteinen, 19. Jahrhundert. | D-3-71-122-46 Wikidata | Felsenkeller    |
| In Wutschdorf ()                                                    | Felsenkeller                                                                     | Ehemaliger Lagerkeller der Bierbrauerei Märkl in Freudenberg, Tonnengewölbe, bezeichnet mit „1798“. Nicht nachqualifiziert, im Bayerischen Denkmal-Atlas nicht kartiert. | D-3-71-122-45 Wikidata |                 |
| Johannisbergstraße 9 (Standort)                                     | Ehemalige Mühle                                                                  | Zweigeschossiger, verputzter Bruchsteinbau mit Satteldach, steinernem Türgewände und Figurennische, südlich angeschlossener Mühlenteil mit Fachwerkobergeschoss und steinernem Rundbogenportal, im Kern 16. Jahrhundert, bezeichnet mit „1847“, traufseitig Wappenrelief, 16. Jahrhundert; mit technischer Ausstattung, spätes 19./frühes 20. Jahrhundert. | D-3-71-122-38 Wikidata | Ehemalige Mühle |
| Johannisbergstraße 30 (Standort)                                    | Katholische Wallfahrtskirche St. Johannes Baptist, sogenannte Johannisbergkirche | Saalbau, verputzter Massivbau mit Satteldach, quadratischem Chor, Turm mit Spitzhelm und Rundbogenlaibungen, um 1652; mit Ausstattung; Marienkapelle, 17./18. Jahrhundert; mit Ausstattung; an die Kirche angebaut. | D-3-71-122-4 Wikidata  | weitere Bilder  |
| Kirchplatz 8 (Standort)                                             | Pfarrhaus                                                                        | Zweigeschossiger, verputzter Massivbau mit Walmdach, einfacher Putzgliederung und reliefierten Fensterläden, um 1910. | D-3-71-122-40 Wikidata | BW              |
| Kirchplatz 9; 7; in Wutschdorf (Standort)                           | Katholische Pfarrkirche St. Martin                                               | Saalkirche, verputzter Massivbau mit Satteldach und gerade geschlossenem Chor, Unterbau des Ostturms mit zwiebelbekröntem Glockendach romanisch, flankiert von Anbauten, der nördliche gotisch, barocke Umgestaltung des Langhauses zweite Hälfte 18. Jahrhundert, Erweiterung 1832; mit Ausstattung; Leichenhaus, eingeschossiger, verputzter Massivbau mit Walmdach; Friedhofskreuz, 19. Jahrhundert; Grabkreuze, Schmiedeeisen, 19./20. Jahrhundert; Friedhofsmauer, wohl 16./17. Jahrhundert, mit steinernem Kopf, 13. Jahrhundert, eingelassenen Grabdenkmälern und Figur des gegeißelten Heilands, 18. Jahrhundert; Kriegerdenkmal für die Gefallenen des ersten und zweiten Weltkriegs, reliefiertes Kreuz, flankiert von zwei in die Friedhofsmauer eingelassenen, reliefierten Tafeln, nach 1945. | D-3-71-122-41 Wikidata | weitere Bilder  |
| Auf der Riesel; Hüttenleite; am Feldweg nach Hainstetten (Standort) | Bildhäuschen                                                                     | Wohl 18. Jahrhundert. | D-3-71-122-37 Wikidata | Bildhäuschen    |
| Riesel; von der St 2399 nach Witzlricht (Standort)                  | Kapellenbildstock, sogenannte Riesl-Kapelle                                      | Gemauert und mit Satteldach, um 1820. | D-3-71-122-42 Wikidata | BW              |

## Ehemalige Baudenkmäler
In diesem Abschnitt sind Objekte aufgeführt, die früher einmal in der Denkmalliste eingetragen waren, jetzt aber nicht mehr. Objekte, die in anderem Zusammenhang also z. B. als Teil eines Baudenkmals weiter eingetragen sind, sollen hier nicht aufgeführt werden. Aktennummern in diesem Abschnitt sind ehemalige, jetzt nicht mehr gültige Aktennummern.

| Lage                                                                             | Objekt                          | Beschreibung                                             | Akten-Nr.              | Bild |
| -------------------------------------------------------------------------------- | ------------------------------- | -------------------------------------------------------- | ---------------------- | ---- |
| Altenricht Altenricht 3 (Standort)                                               | Satteldachbau mit Steingewänden | 18. Jahrhundert; Backofen, Mitte 19. Jahrhundert.        | D-3-71-122-7 Wikidata  | BW   |
| Lintach Südwestlich bei der Straße nach Amberg, Abzweigung Stockerweg (Standort) | Kreuzstein                      | Mit eingetieftem Kreuzzeichen, wohl spätmittelalterlich. | D-3-71-122-28 Wikidata | BW   |